# Chiasmocleis cordeiroi
Chiasmocleis cordeiroi е вид жаба от семейство Тесноусти жаби (Microhylidae).

## Разпространение
Този вид е разпространен в Бразилия.